# Добротворский, Виктор Витальевич
Ви́ктор Вита́льевич Добротво́рский (род. 4 июля 1966, Винница) — советский и украинский гребец-каноист, выступал за сборные СССР и Украины в конце 1980-х — начале 1990-х годов. Четырёхкратный бронзовый призёр чемпионатов мира, пятикратный чемпион Советского Союза, победитель многих регат республиканского и всесоюзного значения. На соревнованиях представлял Вооружённые силы, мастер спорта СССР международного класса, заслуженный мастер спорта Украины.

## Биография
Виктор Добротворский родился 4 июля 1966 года в городе Винница Украинской ССР. Активно заниматься греблей начал в раннем детстве, проходил подготовку в спортивном клубе Вооружённых сил, тренировался под руководством заслуженного тренера Владимира Грузевича.
Первого серьёзного успеха на взрослом уровне добился в 1986 году, когда вместе с напарником Андреем Балабановым стал чемпионом Советского Союза в зачёте двухместных каноэ на дистанции 10000 метров. Впоследствии удерживал титул чемпиона в этой дисциплине в течение пяти лет, выиграв ещё четыре всесоюзных первенства подряд.
Благодаря череде удачных выступлений Добротворский удостоился права защищать честь страны на чемпионате мира в болгарском Пловдиве, откуда в итоге привёз награду бронзового достоинства, выигранную в двойках с тем же Балабановым в десятикилометровой гонке — лучше них финишировали только экипажи из Дании и Франции. В следующем сезоне выступил на мировом первенстве в польской Познани и в точности повторил прошлогодний результат, добавил в послужной список ещё одну бронзу — на сей раз их с Балабановым опередили Дания и Румыния. За эти выдающиеся спортивные достижения удостоен почётного звания «Мастер спорта СССР международного класса».
После распада СССР Виктор Добротворский присоединился к гребной команде Украины и продолжил принимать участие в крупнейших международных регатах. Так, в 1993 году он представлял украинскую национальную сборную на чемпионате мира в Копенгагене, где стал бронзовым призёром в двойках на десяти тысячах метрах и в четвёрках на одной тысяче метрах. В этом сезоне удостоен звания «Заслуженный мастер спорта Украины».
Имеет высшее образование, в 1991 году окончил Винницкий государственный педагогический университет, Институт физического воспитания и спорта, где обучался на факультете теории и методики физического воспитания. Неоднократно принимал участие в любительских и ветеранских соревнованиях по гребле, выступал в марафонских дисциплинах и в регатах на лодках класса «дракон». В настоящее время работает тренером по гребле на байдарках и каноэ в Виннице.